# 西尔万·埃班克斯-布莱克
施雲·奧古斯都·依賓斯-比歷克（英語：Sylvan Augustus Ebanks-Blake，1986年3月29日—）是一名英格蘭足球運動員，司職前鋒，出身曼聯青訓系統，現時效力华捷伍德。

## 生平

### 早年
比歷克出生於劍橋，幼年在當地效力切芮亨騰雄獅（Cherry Hinton Lions）及富邦遊隼（Fulbourn Falcons），其後以學童身份加盟剑桥联，但拒絕球隊建議成為獎學金球員。雖然自少擁戴利物浦，比歷克卻在曼聯青年隊開展他的職業球員生涯。於2004年10月26日首次代表一隊在聯賽盃上陣對克魯。一年之後，2005年10月26日在另一場聯賽盃對班列特射入首個入球，比歷克的潛能逐漸顯現。
不幸於2004/05年球季末比歷克因斷腳而缺席餘下球季。復原後比歷克在預備隊上陣，更在一場比賽中大演帽子戲法，惟比歷克再沒有被一隊在聯賽召用，只曾在數場歐聯比賽擔任沒有上陣的後備。於2006年1月12日被外借到比利時的安特卫普汲取一隊上陣經驗，在9次上陣射入4球。

### 普利茅夫
比歷克在夏季借用期滿後返回英格蘭，於2006年7月14日轉投英冠球隊普利茅夫，簽約三年，初期轉會費為20萬英鎊，按附加條款可以提升到30萬英鎊。比歷克是新任領隊伊恩·荷路威（Ian Holloway）上任後首名羅致的球員，加盟後成為一隊常規正選。
在普利茅夫的首季比歷克射入10球，大部分入球來自季尾階段。雖然在2007/08年球季比歷克季初只能坐在後備席，但到新年時他已射入11個聯賽入球，成為普利茅夫球迷的寵兒。

### 狼隊
比歷克的優異表現吸引狼隊的注意，援引他合約中的收購條款，於1月轉會窗出價150萬英鎊，在2008年1月11日成功取得比歷克加盟，簽約四年半。比歷克在新球隊有一個好開端，在頭8場比賽中射入7球，更於3月獲選「英冠每月最佳球員」，球季結束後比歷克以23球成為英冠神射手。
2008/09年球季比歷克佳態持續，開季首13場射入9球。於2009年2月3日對诺里奇城大演帽子戲法，將入球數目提升到20球。於2009年英格蘭足球聯賽頒獎禮（Football League Awards）中當選「英冠年度最佳球員」，其於2008年3月對查爾頓的入球亦獲選為「年度金球」。因受傷缺陣3場聯賽後，比歷克於4月18日主場復出對昆士柏流浪，在下半場開賽後僅1分鐘射入致勝球，是他本季個人第廿五球及協助球隊提早兩輪確定直接升級英超資格，更蟬聯英冠神射手寶座兼獲得最高總入球的「英冠彪馬金靴獎」（Purma Golden Boot）。2009年6月20日比歷克續約四年。
2013年5月17日，將降落英甲作賽球會狼隊宣佈約滿的比歷克可自由轉會。

### 葉士域治
2013年12月19日，比歷克獲由老上司帶領的英冠球會葉士域治招攬，簽約至球季結束。期間上陣10場，顆粒全無，季尾約滿後被放棄。

### 普雷斯頓
回復自由身的比歷克四出試訓，但没能獲得球會合約。2014年12月11日，他獲得英甲球會普雷斯頓試訓機會，於2015年1月1日終獲提供一紙合約至球季結束。

### 國家隊
比歷克的優良表現使他獲召加入英格蘭U21，於2008年11月18日對捷克U21的友誼賽以後補上陣，取得個人首頂國際賽喼帽。
但也有資格透過他的父母可以代表牙買加國家足球隊參加高級國際比賽。

## 榮譽
曼聯預備隊
- 英格蘭足總青年盃：2003年；

狼隊
- 英格蘭冠軍聯賽冠軍：2008/09年；

## 外部連結
- （英文） 足球数据库：西尔万·埃班克斯-布莱克的球员统计数据
- （英文） 狼隊官網：埃班克斯-布莱克簡歷